# 2540 Blok
2540 Blok (1971 TH2) là một tiểu hành tinh vành đai chính được phát hiện ngày 13 tháng 10 năm 1971 bởi Chernykh, L. ở Nauchnyj.